# کارخانه مجتمع گوشت فارس
کارخانه مجتمع گوشت فارس یک منطقهٔ مسکونی در ایران است که در دهستان رامجرد یک واقع شده‌است. کارخانه مجتمع گوشت فارس ۳۶ نفر جمعیت دارد.